# Fiodor Kołomijec
Fiodor Stiepanowicz Kołomijec (ros. Фёдор Степанович Коломиец, ur. 6 czerwca?/19 czerwca 1910 we wsi Makariwka w guberni kijowskiej, zm. 23 kwietnia 1994 w Moskwie) – radziecki działacz państwowy i partyjny, Bohater Pracy Socjalistycznej (1948).

## Życiorys
Urodzony w ukraińskiej rodzinie chłopskiej, skończył technikum rolnicze i pracował w kołchozie jako agronom, w latach 1930–1937 był pełnomocnikiem Wydziału Specjalnego OGPU/NKWD Ukraińskiej SRR w Kijowie, później pracował w fabryce w Czerkasach jako szef działu, zastępca dyrektora i dyrektor. Od 1939 w WKP(b), w latach 1941–1948 dyrektor sowchozu w obwodzie penzeńskim, 1948–1952 zarządca trustu w Połtawie, 1952–1953 szef, a 1953–1954 zastępca szefa Głównego Zarządu Przemysłu Cukrowego Ministerstwa Przemysłu Lekkiego i Spożywczego ZSRR. Następnie szef Głównego Zarządu Przemysłu Winiarskiego Ministerstwa Przemysłu Artykułów Spożywczych ZSRR, w latach 1955–1956 słuchacz Wyższej Szkoły Przemysłu Spożywczego, 1956–1957 zastępca ministra przemysłu artykułów spożywczych ZSRR, w 1957 zaocznie ukończył Wszechzwiązkowy Instytut Przemysłu Spożywczego ZSRR.
W 1957 zastępca przewodniczącego Sownarchozu Krasnodarskiego Ekonomicznego Rejonu Administracyjnego, 1957–1960 sekretarz Krasnodarskiego Komitetu Krajowego KPZR, od kwietnia 1960 do czerwca 1962 przewodniczący Komitetu Wykonawczego Krasnodarskiej Rady Krajowej, od 31 października 1961 do 29 marca 1966 zastępca członka KC KPZR. Od 11 maja do czerwca 1962 przewodniczący Biura Organizacyjnego KC KPK na obwód zachodniokazachstański, od czerwca 1962 do stycznia 1963 I sekretarz Zachodniokazachstańskiego Komitetu Obwodowego KPK, od maja 1962 członek KC KPK, a od 26 grudnia 1962 do 14 października 1965 sekretarz KC KPK i jednocześnie członek Prezydium/Biura Politycznego KC KPK. Od 26 grudnia 1962 do 19 marca 1963 przewodniczący Biura KC KPK ds. Zarządzania Produkcją Rolną, od lutego 1963 do października 1965 I sekretarz Celinnego Komitetu Krajowego KPK, od października 1965 do listopada 1985 zastępca ministra przemysłu spożywczego ZSRR, 1985-1989 zastępca przewodniczącego Państwowego Komitetu Agroprzemysłowego ZSRR, następnie na emeryturze. Deputowany do Rady Najwyższej ZSRR 6 kadencji. Pochowany na Cmentarzu Kuncewskim w Moskwie.

## Odznaczenia
- Medal Sierp i Młot Bohatera Pracy Socjalistycznej (18 maja 1948)
- Order Lenina (dwukrotnie – 18 maja 1948 i 18 czerwca 1970)
- Order Rewolucji Październikowej (18 czerwca 1980)
- Order Czerwonego Sztandaru Pracy (trzykrotnie – 17 czerwca 1960, 23 maja 1966 i 18 czerwca 1985)
- Order „Znak Honoru” (2 marca 1976)
- Medal „Za pracowniczą dzielność” (25 grudnia 1959)

i medale.